# 背棘魚科
背棘魚科（学名：Notacanthidae）又名棘鰻科，為輻鰭魚綱背棘鱼目的其中一科，其下魚類多為底棲魚，身體細長，類似鰻魚，幼魚體型尤其像似，但和鰻魚不同的是，其幼魚生長極快，體長甚至有可能超過鰻魚成魚。其尾鳍很小，一些種的為其已經完全退化，而臀鰭則延伸至身體長度的一半。

## 分類
本科包含4個現生屬及一個化石屬：
- 離頜鰻屬 Lipogenys
- 棘背鱼属 Notacanthus
- 多刺棘背魚屬 Polyacanthonotus
- 弱頭鰻屬 Leptocephalus
- †原棘背鱼属 Pronotacanthus

還有兩個基於魚苗建立的屬，雖仍有很多詳情未知但其分類仍有效。
- Tiluropsis Roule 1911
- Tilurus von Kölliker 1853